# Las dos caras del Dr. Jekyll
Las dos caras del Dr. Jekyll (en el original en inglés, The Two Faces of Dr. Jekyll) es una película británica dirigida por Terence Fisher y con actuación de Paul Massie (en el papel del Dr. Jekyll), Dawn Addams, Christopher Lee y David Kossoff. Fue escrita por Wolf Mankowitz y está basada en la novela de 1886 El extraño caso del doctor Jekyll y el señor Hyde, de Robert Louis Stevenson. Se estrenó en 1960.
A diferencia de la novela y la mayor parte de las versiones cinematográficas, Jekyll aparece como un hombre insulso de mediana edad y Hyde como un joven seguro y físicamente atractivo. Esto refleja la creencia del director Fisher en "el encanto del mal".

## Argumento
En el Londres de 1874, el doctor Henry Jekyll, convencido de que hay dos facetas opuestas en todo ser vivo, busca incesantemente la oculta. Absorto en su investigación, descuida a su esposa Kitty, que mantiene un romance con Paul Allen, amigo del doctor y jugador empedernido, que recibe ayuda económica de Jekyll. Probando la fórmula creada en sí mismo, Jekyll se convierte en Edward Hyde, un apuesto joven sin los menores escrúpulos que pasa su primera noche en La Esfinge, un local donde descubre a Paul acompañado por Kitty, al tiempo que se encapricha con la bailarina estrella de la sala de music hall. Jekyll decide utilizar a su alter ego: Mr. Hyde, en un estudiado plan de venganza.

## Reparto
- Paul Massie como Dr. Henry Jekyll / Mr. Edward Hyde
- Dawn Addams como Kitty Jekyll.
- Christopher Lee como Paul Allen.
- David Kossoff como Dr. Ernst Litauer.
- Norma Marla como Maria.
- Francis De Wolff como el inspector.
- Joy Webster como Jenny.
- Maria Antippas como la niña pija.
- Frank Atkinson.
- Archie Baker como un cantante.
- Glenn Beck como un joven.
- John Bonney como Renfrew.
- Ralph Broadbent como un cantante.
- Alan Browning como un joven.
- Rodney Burke como un joven
- Percy Cartwright como un médico forense.
- Dennis Cleary como un camarero.
- Bandana Das Gupta como una esfinge.
- J. Trevor Davies como el oficial.
- Roy Denton como el hombre de negocios.
- Pauline Dukes como una esfinge.
- Clifford Earl como un joven.
- Janina Faye como Jane, el niño sordomudo.
- Felix Felton como el primer apostador.
- Kenneth Firth como un hombre de negocios.
- Helen Goss como Nanny.
- Walter Gotell como Heverton, el segundo apostador.
- Hazel Graeme como una esfinge.
- Lucy Griffiths como una tabernera.
- Carole Haynes como una esfinge.
- Prudence Hyman como una tabernera.
- Doreen Ismail como una esfinge.
- Anthony Jacobs como el tercer apostador.
- Josephine Jay como una esfinge.
- William Kendall.
- Roberta Kirkwood.
- Jean Long como una esfinge.
- Arthur Lovegrove como el taxista.
- George McGrath como un hombre de negocios.
- Alex Miller como un cantante.
- Magda Miller como una esfinge.
- John Moore como un oficial.
- Anthony Pendrell como el ministro.
- Dido Plumb como un borracho.
- Oliver Reed como el matón.
- Laurence Richardson como una cantante.
- Marilyn Ridge como una esfinge.
- Doug Robinson como un boxeador.
- Joe Robinson como el corintio.
- Gundel Sargent como una esfinge.
- Patricia Sayers como una esfinge.
- Shirli Scott-James como una esfinge.
- Moyna Sharwin como una esfinge.
- Denis Shaw como un cliente de la taberna.
- Pauline Shepherd como Mary, la joven prostituta.
- Fred Stone como un ministro.
- Donald Tandy como Rogers, el paisano.
- Joan Tyrrell como el mayordomo.
- Mackenzie Ward como un hombre de negocios.
- Joyce Wren como un doctor.

## Recepción
Las críticas fueron de mixtas a negativas, aunque fueron elogiadas la interpretación de Massie, el tecnicolor y los movimientos de cámara, y al contrario que los éxitos anteriores, esta película de la Hammer fue la primera en que fracasó en taquilla. Se considera que con la película se perdieron unas 30.000 libras esterlinas.